# アルテーモヴェ
アルテーモヴェ（ウクライナ語: Артемове）はウクライナのドネーツィク州アルテーモヴェ地区にある都市。都市の標高は海抜200メートル (m) である。面積は7平方キロメートル (km2) 。人口は5,720人 (2011年8月1日)、人口密度は817.1 人 / km2。
アルテーモヴェはネリーピウシキー集落として1894年に創建された。1938年に市制施行された。
市内ではマフダルィーニウカ駅がある。首都キーウまでの直線距離は700キロメートル (km) であるが、鉄道で701 km、車道で747 kmとなっている。州庁所在地までの直線距離は42.7 km、鉄道で73 km、車道で46 kmとなっている。